# Rhinolophus horaceki
Rhinolophus horaceki (Benda & Vallo, 2012) è un pipistrello della famiglia dei Rinolofidi endemico della Libia.

## Descrizione

### Dimensioni
Pipistrello di medie dimensioni, con la lunghezza dell'avambraccio tra 48 e 50 mm, la lunghezza delle orecchie tra 20,8 e 22,7 mm.

### Aspetto
Le parti dorsali variano dal marrone al grigio-brunastro, mentre le parti ventrali sono grigio-beige. Le orecchie sono marroni scure. La foglia nasale presenta una lancetta triangolare e ricoperta di peli, un processo connettivo alto ed arrotondato, una sella stretta al centro e con l'estremità appuntita. La porzione anteriore stretta e con un incavo centrale sul bordo inferiore, Il labbro inferiore ha un solo solco longitudinale. Le membrane alari sono marroni scure o bruno-grigiastre scure. La coda è lunga ed inclusa completamente nell'ampio uropatagio.

## Biologia

### Comportamento
Si rifugia all'interno delle grotte, rovine e cantine abbandonate.

### Alimentazione
Si nutre di insetti.

## Distribuzione e habitat
Questa specie è conosciuta soltanto nella parte settentrionale della regione libica della Cirenaica.
Vive nei boschi e steppe mediterranee fino a 660 metri di altitudine.

## Conservazione
Questa specie, essendo stata scoperta solo recentemente, non è stata sottoposta ancora a nessun criterio di conservazione.